# Anenecuilco
Anenecuilco är en ort i centrala Mexiko och är belägen i delstaten Morelos. Den ligger i kommunen Ayala, men är inte dess administrativa huvudort vilket i stället Ciudad Ayala är. Anenecuilco ingår i Cuautlas storstadsområde och har 9 485 invånare (2007). Här föddes Emiliano Zapata den 8 augusti 1879. 